# Toutes les femmes en moi
Toutes les femmes en moi  là album tiếng Pháp thứ 6 và album phòng thu thứ 8 trên tổng số được phát hành bởi nữ ca sĩ Lara Fabian.
Năm 2008, Fabian ở Bỉ để chuẩn bị ghi âm một album tiếng Pháp mới với nghệ sĩ piano nổi tiếng Mark Herskowitz, người cũng từng tham gia soạn nhạc và sắp xếp cho ca khúc độc tấu piano ẩn trong album Nue. Album này được đồn thổi là "một album với hơi hướng truyền thống", lấy cảm hứng từ những tác phẩm cổ điển của Chopin và Gershwin; tuy nhiên, những bình luận sau đó của nữ nghệ sĩ dường như không xác nhận điều này. Album được ghi âm chủ yếu tại Montreal, Canada.
Fabian xác nhận việc phát hành album được nhiều trông đợi này trên trang web chính thức vào ngày 20 tháng 10 năm 2008. Fabian khẳng định trên trang web chính thức của mình rằng, Toutes les femmes en moi là "táo bạo" và "Blues, Jazz, Gospel, Klezmer, Tango, Neo Classic, White Soul hòa quyện mà không làm xáo lộn lẫn nhau...".  Fabian nói trên một blog bằng tiếng Anh của trang web chính thức rằng: "Các ca khúc như "Göttingen" (Barbara), "L'amour existe encore" (Céline Dion) hay "Il venait d'avoir 18 ans" (Dalida) hòa hợp với nhau trong [album này]...". Tuy nhiên, cô cũng phát biểu rằng đây sẽ "không phải là một album các ca khúc hát lại". Điều này ban đầu dẫn đến đôi chút mơ hồ trong nội dung của album.
Album được phát hành chính thức vào ngày 25 tháng 5 năm 2009, sau khi bị trì hoãn phát hành từ tháng 12 năm 2008. Đĩa đơn đầu tiên được phát hành từ album là "Soleil soleil" (một bản hát lại ca khúc của Nana Mouskouri). Ca khúc này được gửi đến các trạm phát thanh của Pháp vào ngày 11 tháng 3 năm 2009. Album được phát hành tại Canada vào ngày 7 tháng 9 năm 2010 và bao gồm một phiên bản khác của bài hát "Nuit Magique", ca khúc được ghi âm vào năm 2008 và từng nằm trong phiên bản đầu tiên của album. Đây là một bản song ca với ca sĩ người Canadian Coral Egan.
Tính đến tháng 7 năm 2012, Toutes les femmes en moi đã bán được 70.000 bản tại Pháp.

## Danh sách bài hát
- Nguồn: Discogs.[7]

| STT | Nhan đề                                                     | Ca sĩ gốc        | Thời lượng |
| --- | ----------------------------------------------------------- | ---------------- | ---------- |
| 1.  | "Soleil soleil"                                             | Nana Mouskouri   | 3:54       |
| 2.  | "J’ai 12 ans"                                               | Diane Dufresne   | 4:40       |
| 3.  | "Amoureuse"                                                 | Véronique Sanson | 4:29       |
| 4.  | "Göttingen"                                                 | Barbara          | 5:37       |
| 5.  | "Il venait d’avoir 18 ans"                                  | Dalida           | 3:19       |
| 6.  | "Mamy Blue"                                                 | Nicoletta        | 3:55       |
| 7.  | "Une femme avec toi"                                        | Nicole Croisille | 4:15       |
| 8.  | "Ça casse"                                                  | Maurane          | 3:53       |
| 9.  | "L'amour existe encore"                                     | Céline Dion      | 3:48       |
| 10. | "Message personnel"                                         | Françoise Hardy  | 4:59       |
| 11. | "Toutes les femmes en moi (Inédit)"                         | Lara Fabian      | 4:05       |
| 12. | "Nuit magique"                                              | Catherine Lara   | 3:15       |
| 13. | "L’hymne à l’amour"                                         | Edith Piaf       | 6:04       |
| 14. | "Babacar" (Ca khúc thêm cho phiên bản phát hành trực tuyến) | France Gall      |            |

## Xếp hạng và chứng nhận
| Bảng xếp hạng (2009–2010)           | Vị trí cao nhất |
| ----------------------------------- | --------------- |
| Album Bỉ (Ultratop Vlaanderen)      | 60              |
| Album Bỉ (Ultratop Wallonie)        | 1               |
| Album Canada (Billboard)            | 25              |
| Album Pháp (SNEP)                   | 3               |
| Nga (2M)                            | 5               |
| Album Thụy Sĩ (Schweizer Hitparade) | 41              |

| Bảng xếp hạng (2009)                  | Vị trí |
| ------------------------------------- | ------ |
| Bỉ (Ultratop Wallonia)                | 32     |
| Bỉ Belgian Albums (Ultratop Wallonia) | 3      |
| Pháp (SNEP)                           | 71     |
| Bảng xếp hạng (2010)                  | Vị trí |
| Bỉ Belgian Albums (Ultratop Wallonia) | 13     |

| Quốc gia                                                                           | Chứng nhận | Số đơn vị/doanh số chứng nhận |
| ---------------------------------------------------------------------------------- | ---------- | ----------------------------- |
| Bỉ (BEA)                                                                           | Vàng       | 0*                            |
| Pháp (SNEP)                                                                        | —          | 78.600                        |
| * Chứng nhận dựa theo doanh số tiêu thụ. ^ Chứng nhận dựa theo doanh số nhập hàng. |            |                               |